# Avion de stins incendii

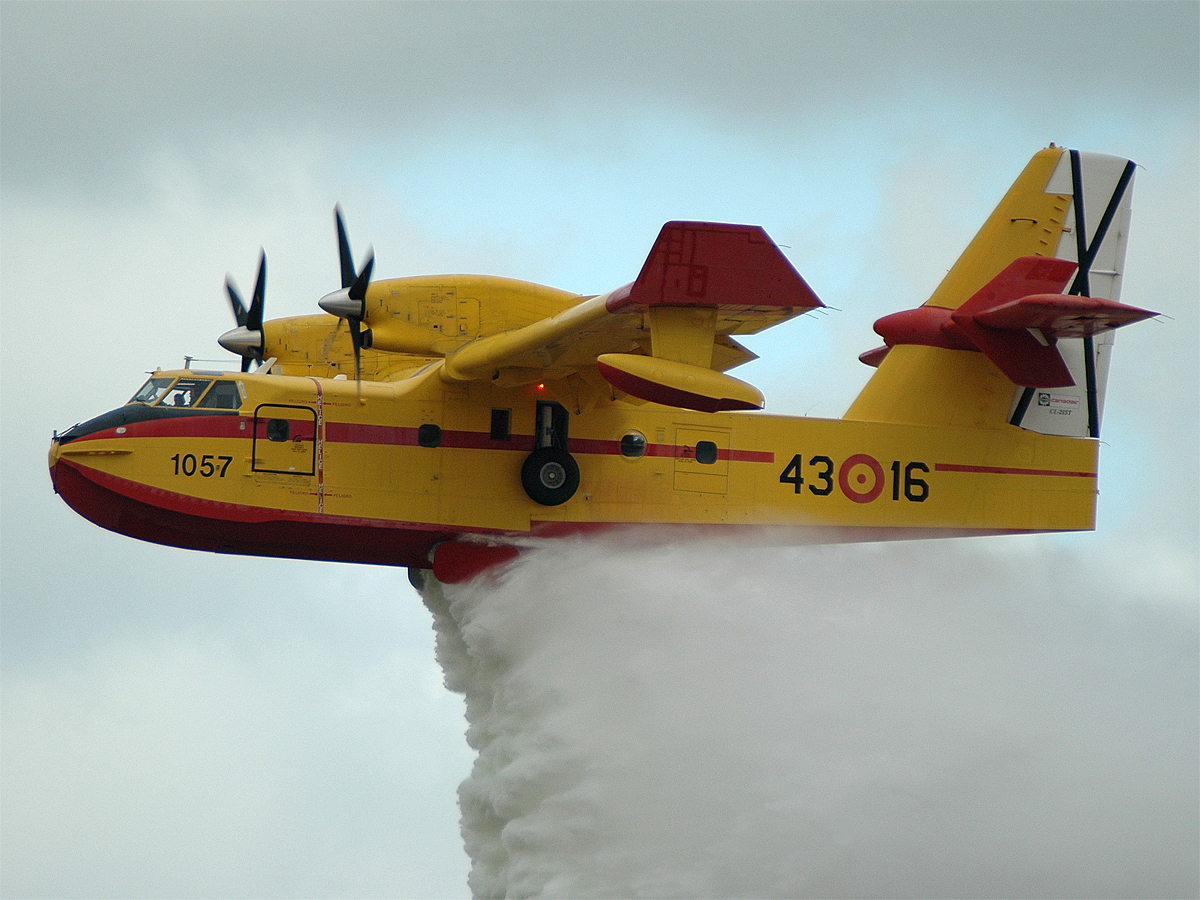
Canadair CL-215T

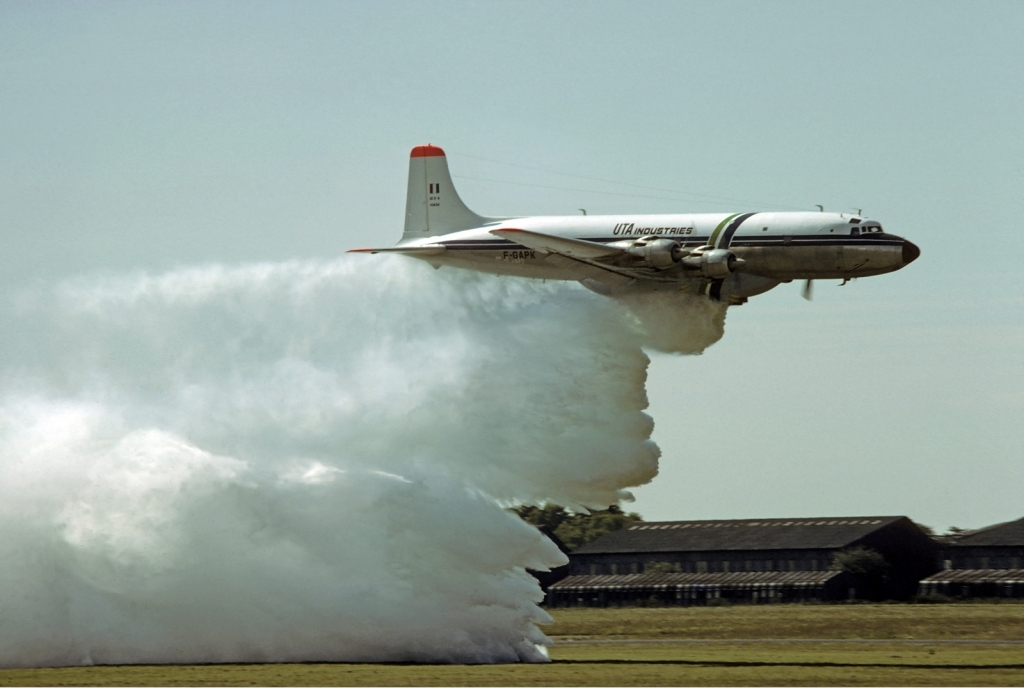
Douglas DC-6

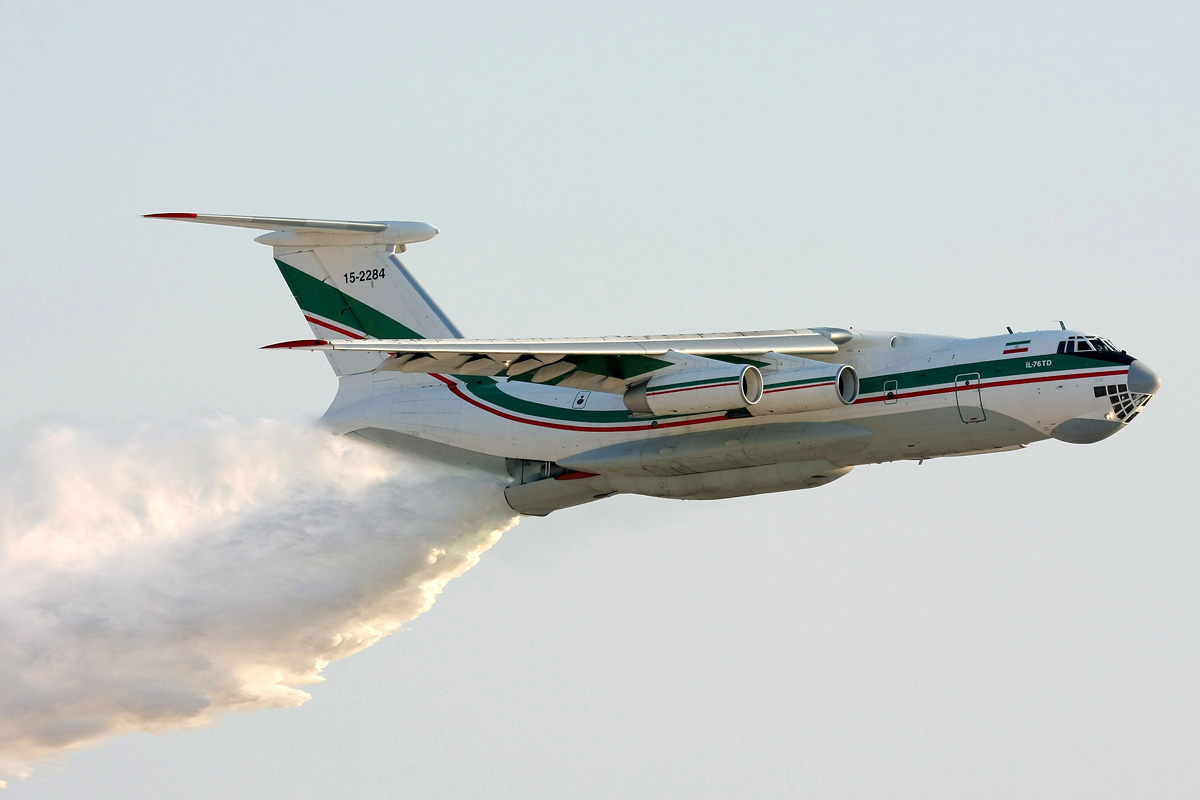
Un Ilyushin Il-76 TD

Un avion de stins incendii este un avion echipat cu agregate corespunzătoare,  utilizat la stingerea incendiilor. 